# 요하네스 그로세
요하네스 그로세(독일어: Johannes Große, 1997년 1월 7일~)는 독일의 필드하키 선수로 포지션은 수비수와 미드필더이다. 현재 하키 분데스리가의 클루프 안 데어 알스터 소속으로 뛰고 있으며 독일 필드하키 국가대표팀의 일원이다. 
그는 국가대표 선수로서 올림픽에 2회 출전했고 2024년 하계 올림픽에서 은메달을 획득했다.